# Lysandra fumosa
Lysandra fumosa är en fjärilsart som beskrevs av Ruggero Verity 1926. Lysandra fumosa ingår i släktet Lysandra och familjen juvelvingar. Inga underarter finns listade i Catalogue of Life.